# Ambarimaninga
Ambarimaninga est une commune urbaine malgache située dans la partie centre-ouest de la région de Boeny.